# Tomas Lindahl
Pour les articles homonymes, voir Lindahl.
Tomas Robert Lindahl, né le 28 janvier 1938 à Stockholm, est un chimiste suédois spécialisé dans la recherche sur le cancer. En 2015, il est lauréat du prix Nobel de chimie avec Paul L. Modrich et Aziz Sancar pour ses études mécanistiques de la réparation de l'ADN. Il a en particulier découvert les ADN glycosylases, des enzymes impliquées dans le processus de réparation par excision de base qui éliminent les bases endommagées dans l'ADN.

## Biographie
Il a reçu la médaille royale de la Royal Society en 2007 et la médaille Copley en 2010.

## Distinctions
- Médaille de Sa Majesté le Roi